# Tain-l'Hermitage
Tain-l'Hermitage è un comune francese di 6 077 abitanti situato nel dipartimento della Drôme della regione dell'Alvernia-Rodano-Alpi.

## Società

### Evoluzione demografica
Abitanti censiti

## Amministrazione

### Gemellaggi
- Fellbach
- Erba